# جمنة
جمنة هي بلدة بالجنوب التونسي تابعة إداريا إلى ولاية قبلي. وتقع على الطريق التي تربط مدينة قبلي بمدينة دوز، على بعد 16 كلم من المدينة الأولى. وقد أحدثت بها بلدية بتاريخ 23 أفريل 1985، ويبلغ عدد سكانها 6128 نسمة طبقا لإحصاء سنة 2004.
ذكرت بلدة جمنة لأول مرة في رحلة العياشي (ق 17م)، الذي مر بها ذكر أنها «زاوية يقال لها جمنة بها قبر رجل من الصالحين يقال له سيدي حامد الجمني وعقبه إلى الآن بالقرية متمسكون بسيرة الفقراء يطعمون الطعام».

## أسطورة التأسيس
يعيد الجمنيون أصلهم إلى الصحابي المقداد بن الأسود الكندي أي المقداد بن عمرو وتقول أسطورة التأسيس إن جدهم سيدي عبد الله الحاج قدم إلى نفزاوة في منتصف القرن الهجري الثاني/8م، وتوقف في القرية التي ستحمل اسم جمنة وقد وجدها آهلة بالسكان غير أنها كانت تعاني من قلة الماء. وعندما وجد الماء وسخا ذات يوم، دعا العين قائلا : «جمي ببركة الله» طالبا من الله أن يملأها، فارتفع مستوى الماء لتزول عنه النجاسة. ومن هنا جاءت تسمية البلدة بجمنة.

## تاريخيا
شهدت جمنة في النصف الأول من القرن السابع عشر تحولات عميقة دفعت بمجموعات من سكانها إلى النزوح نحو شمال نفزاوة، واستقروا بقريتي أم الصمع وزاوية الحرث ، وظهر في هذه الفترة ذاتها أشهر الجمنيين في العصر الحديث ألا وهو العلم الصوفي سيدي إبراهيم الجمني (1037-1134هـ /1628-1722م) الذي درس بالمغرب والمشرق ليستقر به المطاف أخيرا بجزيرة جربة. واستقرت مجموعة أخرى من الجمنيين بمطماطة. وفي القرن العشرين نزحت مجموعات أخرى إلى العاصمة التونسية حيث استقروا بضواحيها الجنوبية (جبل الجلود، مقرين، حمام الأنف).
عرف الجمنيون باهتمامهم بالعلم والفقه واحتراف الخطط الدينية والتعليمية من إفتاء وإشهاد وإمامة وتدريس وقضاء، سواء بنفزاوة أو بغيرها من جهات البلاد جنوبا وشمالا، ومن بينهم إبراهيم الجمني وموسى الجمني في القرنين 17 و18 الميلاديين. وقد استمر هذا الدور بما يساير العصر، إذ برز عدد من الجمنيين واحتلوا مواقع متقدمة في التعليم الثانوي والعالي والبحث العلمي. نذكر منهم الأستاذ الطاهر القلالي، أستاذ الجيولوجيا بكلية العلوم ورئيس مدينة العلوم بتونس سابقا. والأستاذ عبد المجيد البدوي الأستاذ بكلّية الآداب والفنون والإنسانيّات بمنوبة ومدير معهد بورقيبة للغات الحيّة بتونس (سابقا). 
والسيد محمد العربي عميره القاضي و المحامي وأول رئيس لجمعية النشأ الثقافي الجمني0